# 克里斯蒂安·埃尔亚恩
克里斯蒂安·埃尔亚恩（1916年12月6日—1982年9月14日），冰岛政治家，曾任冰岛总统。
克里斯蒂安毕业于哥本哈根大学考古学系并在冰岛大学任教，1945年至1968年间任冰岛国家博物馆馆长。
於1982年9月14日在美國俄亥俄州克里夫蘭接受心臟手術後引發併發症逝世。享年65歲。